# Josef Neugebauer

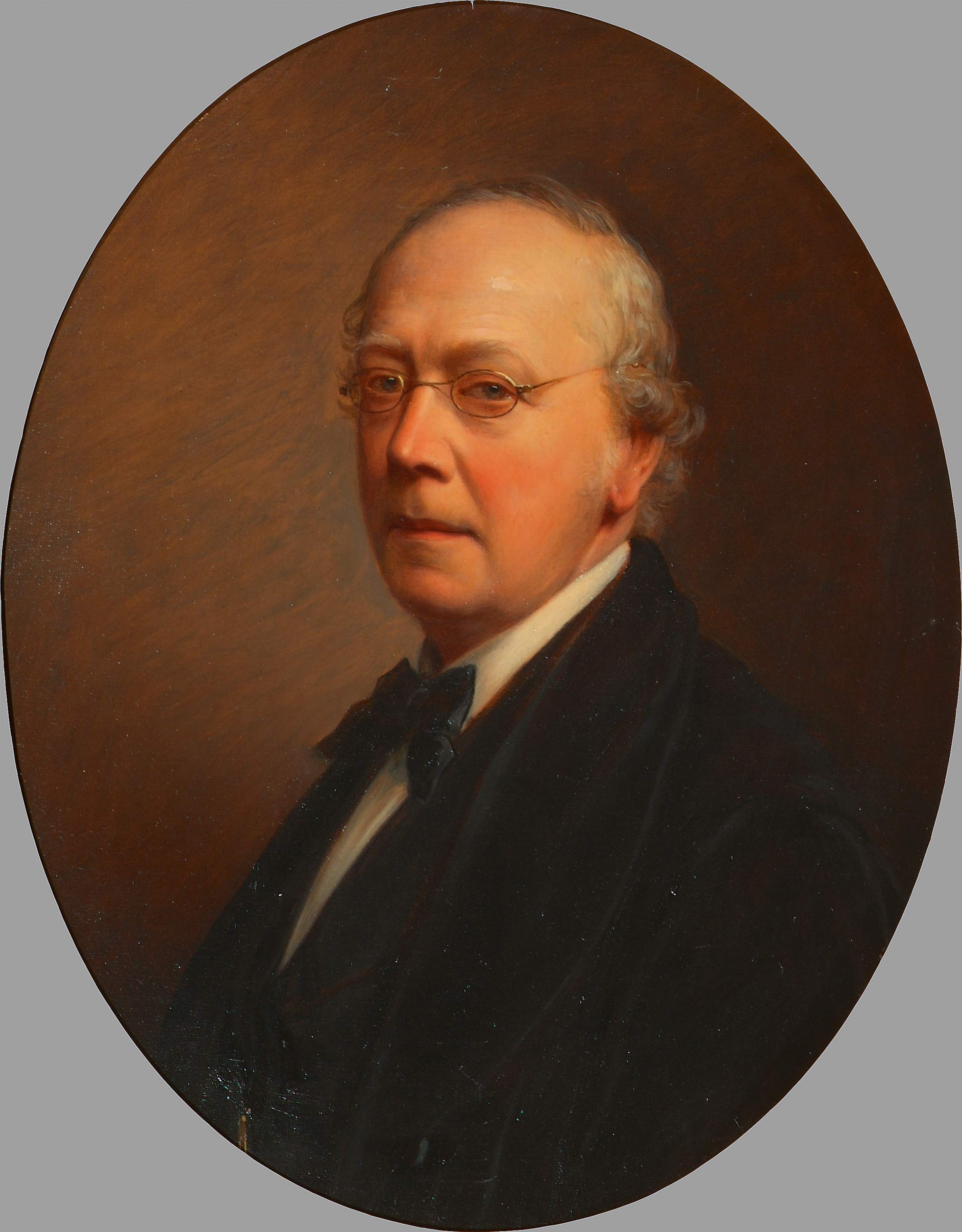
Undatiertes Selbstporträt, Kunsthistorisches Museum Wien

Josef Neugebauer, Vorname auch in der Schreibweise Joseph (* 14. April 1810 in Wien; † 8. August 1895 in Melk, Niederösterreich), war ein österreichischer Figuren-, Bildnis- und Stilllebenmaler sowie Komponist.

## Leben

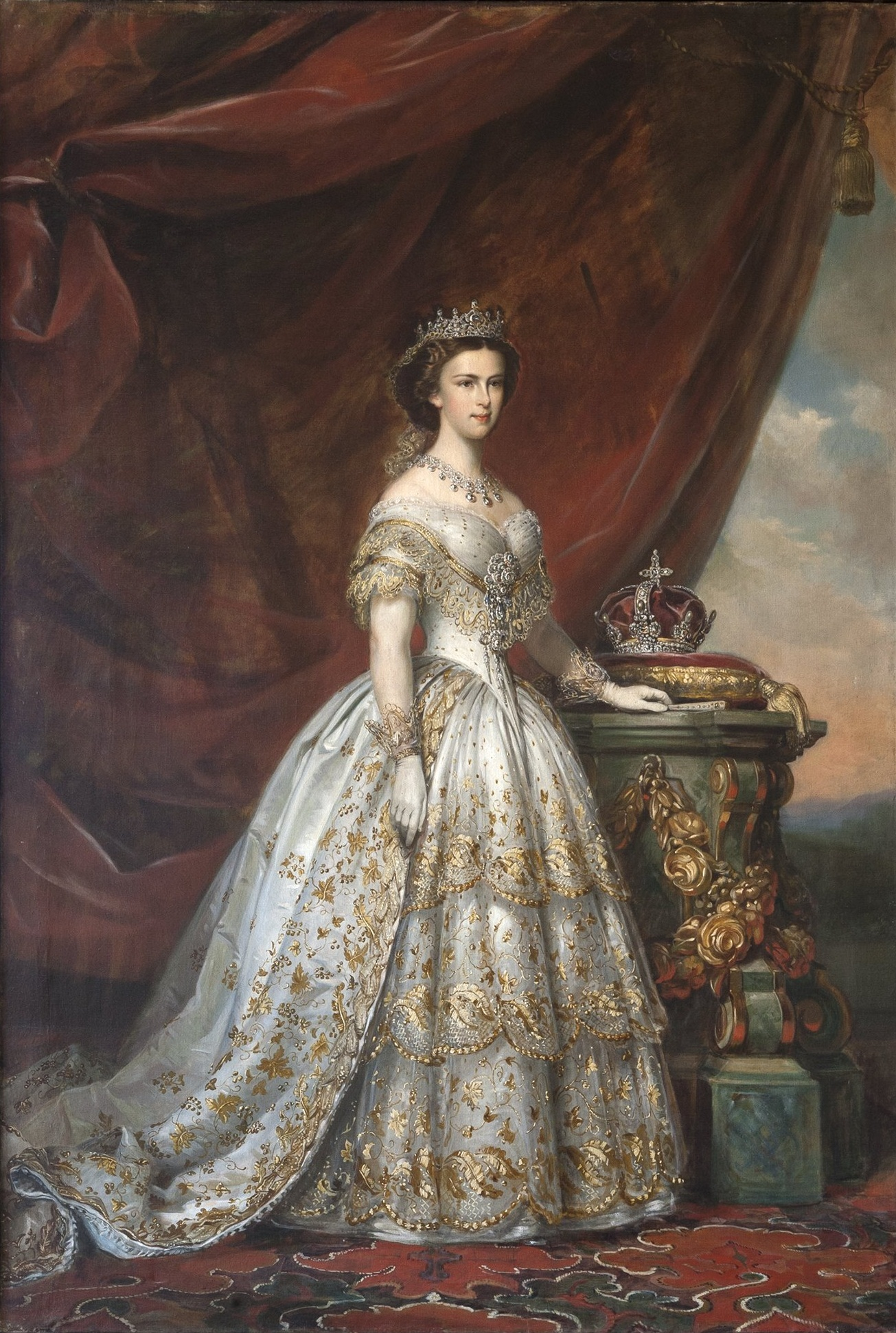
Bildnis der Kaiserin Elisabeth von Österreich, 1857, Schlesisches Landesmuseum

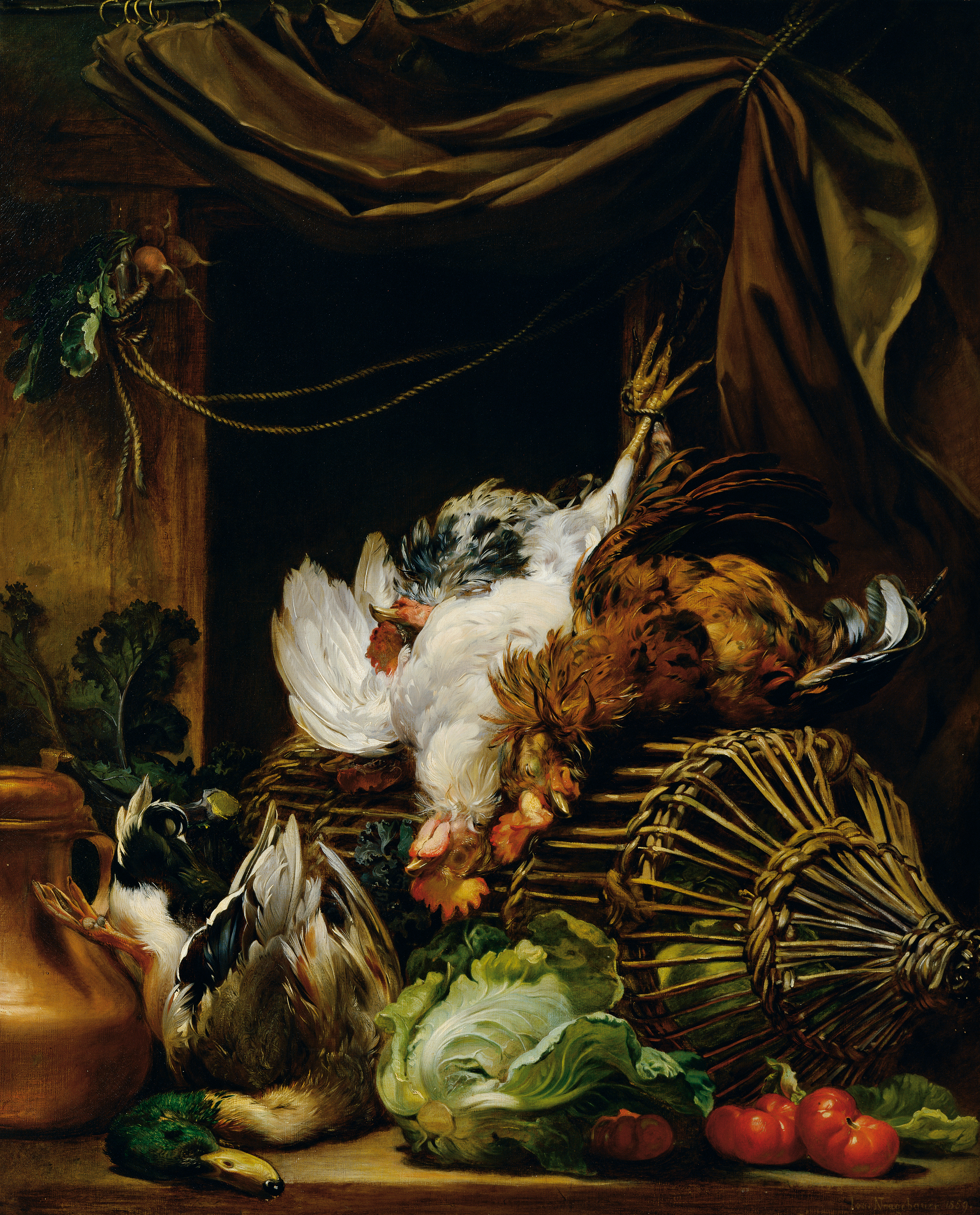
Stillleben, 1859, Kunsthistorisches Museum Wien

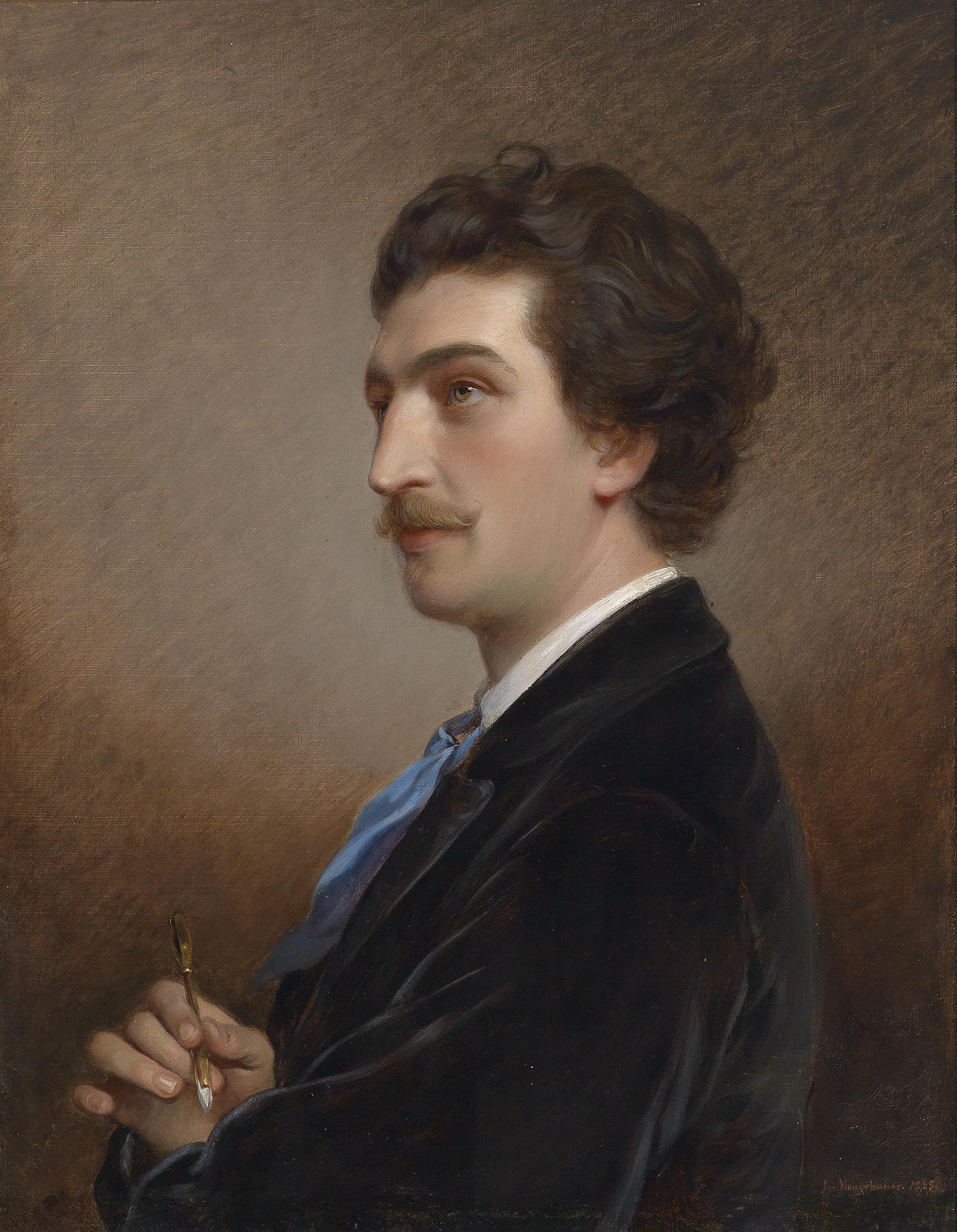
Bildnis des Malers Anton Ebert, 1865

Neugebauer nahm Unterricht bei Sigmund von Perger und war ab 1831 Schüler der Akademie der bildenden Künste Wien unter Anton Petter, Johann Ender, Josef Redl und Leopold Kupelwieser. In Wien war er seit etwa 1830 hauptsächlich als Bildnismaler tätig, unter anderem für den Hof. Ab 1839 engagierte ihn die Familie von Erzherzog Karl als Zeichenlehrer. Er nahm seit 1838 kontinuierlich an den Jahresausstellungen der Akademie der bildenden Künste zu St. Anna und später an den Monatsausstellungen des österreichischen Kunstvereins teil. 1850 bis 1852 weilte er in Florenz und Rom, wo er Papst Pius IX. und Kardinal Giacomo Antonelli porträtierte. Des Weiteren bereiste er Deutschland, Frankreich und England. 1866 nahm ihn der Rat der Akademie der bildenden Künste Wien zum wirklichen akademischen Mitglied auf. 1869 wurde er Mitglied des Künstlerhauses Wien. Kaiser Franz Joseph I., den er mehrmals porträtiert hatte, beehrte ihn im Januar 1873 mit einem Besuch in seinem Wiener Atelier. Im gleichen Jahr wurde er mit dem Ritterkreuz des Franz-Joseph-Ordens dekoriert. Aus gesundheitlichen Gründen lebte er seit 1884 im Stift Melk, wo ihm der Prälat Alexander Karl ein Atelier eingeräumt hatte. Dort starb er im Alter von 85 Jahren.
188 seiner Gemälde und Studien, davon 152 in einer besonderen „Neugebauer-Galerie“, und über 30 Skizzenbücher gelangten in die Sammlung des Stifts Melk. Neben Porträts und (Blumen-)Stillleben schuf er auch Genrestücke sowie Altar- und Andachtsbilder. Seine Kopie des Mozart-Porträts von Joseph Lange kam 1878 als Geschenk an den Archivar Franz Xaver Jelinek (1818–1885), der es dem Mozart-Museum Salzburg überließ.
Als Komponist tat er sich auf dem Gebiet der Kirchenmusik hervor. 1870 veröffentlichte er 3 Offertorien für eine Altstimme mit Begleitung der Orgel oder des Harmoniums oder des Claviers, ein Werk, das er Ida Platz widmete. Marienlieder ihm und von Johann Krall wurden am 24. Mai 1873 in der Wiener Karlskirche gesungen.